# Vražda se zárukou
Vražda se zárukou, detektivní román, dějově zasazený na počátek druhé republiky, vydali pod jménem Jana Zábrany v Mladé frontě roku 1964. Jde o součást trilogie; navazuje na Vraždu pro štěstí a předchází Vraždě v zastoupení.
Děj se pohybuje v prostředí předválečné honorace na večírcích v honosných vilách i na Barrandovských terasách; čtenářstvu přináší dokonale vykreslenou dobovou atmosféru i velmi různorodé typy a charaktery postav, které se v ní pohybují. Krom nezbytného napětí dílo nepostrádá ani nadhled a vtip, přispívající ke karikování některých postav.

## Synopse
Příběh se odehrává v Praze na přelomu let 1938 a 1939 v dusivé mnichovské atmosféře a předzvěsti věcí příštích. V branické vile je nalezen zavražděný důstojník československé armády Dušan Činovský a krásná dcera ministerského rady Zuzana Bechyňová. Policie uzavírá případ s tím, že jde o sebevraždu milenců, ale shodou okolností se k případu dostane soukromý detektiv z kanceláře Ostrozrak a nachází v celé záležitosti řadu rozporných stop, které nasvědčují promyšlené vraždě.

## Nakladatelské údaje
- ZÁBRANA, Jan. Vražda se zárukou: detektivní román: druhé vyprávění doktora Pivoňky. 1. vyd. Praha: Mladá fronta, 1964. 400 s. (Smaragd; sv. 27). Dostupné online.

## Adiokniha
V květnu 2022 vydal Radioservis Vraždu se zárukou jako audioknihu. V režii Tomáše Soldána načetl Michal Bumbálek.